# Diadegma pilosum
Diadegma pilosum är en stekelart som beskrevs av Horstmann 1980. Diadegma pilosum ingår i släktet Diadegma och familjen brokparasitsteklar. Inga underarter finns listade i Catalogue of Life.